# Nick Powell
Nicholas Edward 'Nick' Powell (Crewe, 23 maart 1994) is een Engels professioneel voetballer die bij voorkeur als middenvelder speelt. Hij verruilde in 2016 Manchester United voor Wigan Athletic.

## Clubcarrière
Powell stroomde in 2010 door vanuit de jeugd van Crewe Alexandra. Hiervoor debuteerde hij op zestienjarige leeftijd in het betaald voetbal. Na twee seizoenen in het eerste tekende Powell voor vijf jaar bij Manchester United. Hiervoor maakte hij op 15 september 2012 zijn competitiedebuut in het eerste elftal tegen Wigan Athletic. Hij werd gewisseld voor Ryan Giggs in de 71ste minuut, die zijn zeshonderdste wedstrijd speelde. Tien minuten later maakte Powell op aangeven van Javier Hernández zijn eerste doelpunt voor United (4–0, tevens de eindstand). In het seizoen 2013/14 verhuurde United hem aan Wigan Athletic op het tweede competitieniveau. Bij Wigan was Powell een vaste waarde in het elftal met 31 gespeelde competitiewedstrijden (waarvan 23 met een plaats in het basiselftal), waarin hij zeven doelpunten maakte en tweemaal een assist gaf. In het voorgaande seizoen had Wigan de FA Cup gewonnen en zo zich gekwalificeerd voor de groepsfase van de UEFA Europa League 2013/14. Powell speelde mee in alle groepswedstrijden en was driemaal trefzeker, met twee doelpunten in het duel tegen NK Maribor op 3 oktober 2013 (3–1 winst) en drie weken later de gelijkmaker in de wedstrijd tegen Roebin Kazan (1–1 gelijkspel). Met zijn drie doelpunten eindigde Powell als topscorer in groep D. Hij keerde in de zomer van 2014 terug in Manchester voor het seizoen 2014/15, maar werd in september uitgeleend aan Leicester City. In november en december kwam hij als invaller in totaal driemaal in actie. Vier dagen voor de jaarwisseling besloot Leicester het contract met Powell vroegtijdig te beëindigen uit onvrede over zijn inzet bij de trainingen, waarna hij aansloot bij het elftal onder 21 van Manchester United voor het restant van het seizoen (negen wedstrijden, vier doelpunten, twee assists). 
Na in seizoen 2015/16 een wedstrijd bij Manchester gespeeld te hebben, werd Powell verhuurd aan Hull City, die in de Football League Championship spelen.

## Clubstatistieken
| Seizoen | Club                    | Competitie                   | Duels | Goals |
| ------- | ----------------------- | ---------------------------- | ----- | ----- |
| 2010/11 | Crewe Alexandra         | League Two                   | 16    | 0     |
| 2011/12 | Crewe Alexandra         | League Two                   | 41    | 15    |
| 2012/13 | Manchester United       | Premier League               | 3     | 1     |
| 2013/14 | → Wigan Athletic (huur) | Championship                 | 31    | 7     |
| 2014/15 | → Leicester City (huur) | Premier League               | 3     | 0     |
| 2015/16 | Manchester United       | Premier League               | 1     | 0     |
| 2016    | →Hull City              | Football League Championship | 0     | 0     |
| Totaal  | Totaal                  | Totaal                       | 95    | 23    |

## Erelijst
| Kampioen Premier League | 1x | 2012/13 |